# Hans-Joachim Plückhahn
Hans-Joachim Plückhahn (* 1916 in Berlin; † unbekannt) war ein deutscher Fußballspieler.

## Karriere
Plückhahn gehörte dem BFC Preussen als Mittelfeldspieler an, für den er in der Saison 1939/40 in der zweitklassigen Bezirksliga Berlin Punktspiele bestritt und mit der Mannschaft in der Aufstiegsrunde zur Gauliga Berlin-Brandenburg lediglich den vierten Platz von fünf teilnehmenden Mannschaften belegte.
Die Saison 1940/41 bestritt er dann für den SV Wiesbaden in der Gauliga Südwest. Sie war eine von zunächst 16, später von 23 Gauligen, die in der Zeit des Nationalsozialismus die höchste Spielklasse im Deutschen Reich bildeten. Die Staffel Mainhessen, neben der Staffel Saarpfalz, schloss die Mannschaft als Siebtplatzierter ab und entging nur knapp den Abstieg in die Bezirksliga.
Von Mai 1941 bis Dezember 1942 war er dann für Kickers Offenbach in der Gauliga Hessen-Nassau aktiv. In der in zwei Gruppen ausgespielten Meisterschaft, schloss seine Mannschaft die Gruppe 1 als ungeschlagener Sieger ab und traf im Meisterschaftsfinale auf den RTuSV Rot-Weiß Frankfurt, der trotz des torlosen Unentschieden am 5. April 1941 im Hinspiel, mit 6:4 im Rückspiel eine Woche später bezwungen werden konnte. Mit diesem Erfolg nahm er mit seiner Mannschaft erstmals an der Endrunde um die Deutsche Meisterschaft teil und bestritt mit den letzten beiden Spielen der Gruppe 3 seine ersten beiden Endrundenspiele. In der Folgesaison bestritt er mit dem Achtel- und Viertelfinale sowie dem Halbfinale und dem Spiel um Platz 3 insgesamt vier Endrundenspiele. Sein Debüt im 1935 neu eingeführten Pokalwettbewerb für Vereinsmannschaften, dem Wettbewerb um den Tschammerpokal, ging am 13. Juli 1941 im Erstrundenspiel im Stadion Johannisau in Fulda gegen die ortsansässige Borussia mit 6:9 verloren. Ein Jahr später kam er im August in der 2. Runde und im Achtelfinale zum Einsatz.
Sein letzter Verein war von Januar 1943 bis Juni 1947 der FV Saarbrücken, für den er zunächst noch in der Gauliga Westmark spielte und mit ihm aus dieser mit einem Punkt Vorsprung auf den FC Metz als Sieger hervorging, wie auch 1943/44 als Kriegsspielgemeinschaft Saarbrücken mit sieben Punkten Vorsprung. Bedingt durch die beiden Gaumeisterschaften nahm er mit seiner Mannschaft an den jeweiligen Endrunden um die Deutsche Meisterschaft teil. Bei seiner ersten Endrundenteilnahme kam er in allen fünf Spielen, einschließlich des am 27. Juni 1943 in Berlin erreichten Finales, das gegen den Dresdner SC mit 0:3 verloren wurde, zum Einsatz. Bei seiner zweiten Endrundenteilnahme bestritt er einschließlich des am 21. Mai 1944 im heimischen Stadion Kieselhumes mit 1:5 gegen den 1. FC Nürnberg verlorenen Viertelfinales drei Endrundenspiele; in jedem erzielte er jeweils ein Tor. Ferner bestritt er 1943 mit dem Erstrundenspiel und dem Viertelfinale zwei Spiele im Tschammerpokal-Wettbewerb.
Seine letzten beiden Jahre als aktiver Spieler verbrachte er in der Oberliga Südwest. Die Nordgruppe Saar-Pfalz-Hessen wurde als Erster von zehn Mannschaften abgeschlossen. Das in Hin- und Rückspiel ausgetragene Finale um die Französische Zonenmeisterschaft wurde am 28. Juli 1946 im Hinspiel bereits mit 5:0 entschieden, da das Rückspiel am 11. August 1946 gegen den SV Fortuna Rastatt mit 4:4 unentschieden endete. Die Saison 1946/47 wurde als amtierender Meister auf Platz vier beendet.
Zwei Spielzeiten 1947/48 und 1948/49 verbrachte "Hanne" Plückhahn als Spielertrainer beim SV Merchweiler in der Ehrendivision Saar bzw. Ehrenliga Saarland. Zwölf Jahre später 1961/62 kam er am 29. Oktober 1961 als Trainer nach Merchweiler zurück, um mit der abstiegsbedrohten Mannschaft den Klassenerhalt zu schaffen. Zum Saisonende belegte Plückhahn sogar den 6. Tabellenplatz.

## Erfolge
- Südwestmeister 1946
- Zweiter der Deutschen Meisterschaft 1943
- Gaumeister Westmark 1943, 1944
- Gaumeister Hessen-Nassau 1942
- Gaumeister Südwest 1941
- Staffelsieger Mainhessen 1941